# С. Фішер
С. Фішер (нім. S. Fischer Verlag) — німецьке видавництво, засноване в 1886 році в Берліні Самюелем Фішером. Зараз видавництво знаходиться в місті Франкфурт-на-Майні. З 1962 року видавництво входить до видавничого концерну Георга Гольцбрінка. Видавництво відоме насамперед публікацією творів художньої літератури. Саме тут публікувалися всі твори Томаса Манна, починаючи з його першого оповідання «Маленький пан Фрідеманн» та першого роману «Будденброки». У видавництві С. Фішер вийшов німецький переклад роману Оксани Забужко «Польові дослідження з українського сексу».
Керівники видавництва: Моніка Шеллер, Йорг Бонг, Міхаель Юстус, Уве Розенфельд.

## Автори

### Німецькі автори
- Томас Манн
- Альфред Деблін
- Гуґо фон Гофмансталь
- Артур Шніцлер
- Франц Кафка
- Брентано

### Зарубіжні автори
- Вірджинія Вулф
- Габріеле д'Аннунціо
- Бернард Шоу
- Б'єрнстьєрне Б'єрнсон
- Борис Пастернак